# 290e division d'infanterie
La  290e division d'infanterie (en allemand : 290. Infanterie-Division ou 290. ID) est une des divisions d'infanterie de l'armée allemande (Wehrmacht) durant la Seconde Guerre mondiale.

## Historique
La 290e division d'infanterie est formée le 6 février 1940 à Munsterlager (en) dans le Wehrkreis X en tant qu'élément de la 8. Welle (8e vague de mobilisation).
Elle prend part aux opérations sur le Front de l'Ouest, avec la campagne de France avançant jusqu'à la région de Nantes-Saint-Nazaire avec la 9. Armee au sein du XVIII. Armeekorps.
Plus tard, en juin 1941, elle participe à l'opération Barbarossa et aux combats du Front de l'Est au sein de l'Heeresgruppe Nord.
À partir de janvier 1942, elle combat dans la poche de Demiansk jusqu'en février 1943 avant d'être transférée au Heeresgruppe Mitte pour combattre à Nevel.
De retour à l'Heeresgruppe Nord en octobre 1943, elle subit de lourdes pertes dans le secteur de Léningrad et pendant la retraite de l'armée allemande.
En octobre 1944, elle se retrouve dans la poche de Courlande et capitule à Schrunden.

## Organisation

### Commandants
| Date                                | Grade                  | Commandant                    |
| ----------------------------------- | ---------------------- | ----------------------------- |
| ? février 1940 - 8 juin 1940        | Generalleutnant        | Max Dennerlein                |
| 8 juin 1940 - 19 septembre 1940     | Generalleutnant        | Theodor Freiherr von Wrede    |
| 19 septembre 1940 - 14 octobre 1940 | General der Infanterie | Helge Auleb                   |
| 14 octobre 1940 - 1er mai 1942      | Generalleutnant        | Theodor Freiherr von Wrede    |
| 1er mai 1942 - 1er février 1944     | Generalleutnant        | Konrad-Oskar Heinrichs        |
| 1er février 1944 - ? juin 1944      | Generalmajor           | Gerhard Henke                 |
| (? juin 1944 - 18 août 1944         | Generalmajor           | Rudolf Goltzsch               |
| 18 août 1944 - 25 avril 1945        | Generalmajor           | Hans-Joachim Baurmeister (de) |
| 25 avril 1945 - 27 avril 1945       | Generalmajor           | Carl Henke                    |
| 27 avril 1945 - 8 mai 1945          | Generalleutnant        | Alfred Hemmann (en)           |

### Officiers d'opérations (Generalstabsoffiziere (Ia))
| Date                              | Grade               | Commandant                    |
| --------------------------------- | ------------------- | ----------------------------- |
| Février 1940 - ? 1940)            | Major i.G.          | Alfred Siebert                |
| ? 1940 - ? 1940                   | Hauptmann i.G.      | Ritter von Merz von Quirnheim |
| Août 1940 - Octobre 1941          | Major i.G.          | Wilhelm Huhns                 |
| 27 octobre 1941 - 23 juillet 1942 | Oberst i.G.         | Eugen Theilacker              |
| Juillet 1942 - ?)                 | Oberstleutnant i.G. | Werner Ranck                  |
| ? - ?                             | Oberstleutnant i.G. | Paul Jordan                   |
| ? - Avril 1945                    | Major i.G.          | Hans-Joachim Flamme           |

## Théâtres d'opérations
- Allemagne : février 1940 - mai 1940
- France : mai 1940 - juin 1941
- Front de l'Est, secteur Nord : juin 1941 - août 1943
- Front de l'Est, secteur Centre : août 1943 - octobre 1943
- Front de l'Est, secteur Nord : octobre 1943 - octobre 1944
- Poche de Courlande : octobre 1944 - mai 1945

## Ordres de bataille

### 1940
- Infanterie-Regiment 501
- Infanterie-Regiment 502
- Infanterie-regiment 503
- Artillerie-Regiment 290
- Divisions-Einheiten 290

### 1944
- Grenadier-Regiment 501
- Grenadier-Regiment 502
- Divisions-Füsilier-Bataillon 290
- Artillerie-Regiment 290
- Divisionseinheiten 290

## Décorations
Certains membres de cette division se sont fait décorer pour faits d'armes :
- Agrafe de la liste d'honneur
  - 32
- Croix allemande
  - en Or : 97
  - en Argent : 2
- Croix de chevalier de la Croix de fer
  - 35 (dont 1 non officielle)